# Prožnostni modul
Próžnostni módul (tudi módul elástičnosti (predvsem v strojništvu) ali tudi Youngov módul [jángov ~]) je fizikalna količina, določena pri raztezanju in stiskanju teles kot razmerje med mehansko napetostjo (silo na enoto preseka) in relativnim raztezkom v Hookovem zakonu. Navadno ga označujemo s črko E. Izpeljana enota SI za prožnostni modul je N/mm² ali MPa.
Pri raztezanju se telo skrči v prečni smeri; razmerje med relativnim prečnim skrčkom in relativnim vzdolžnim podaljškom je Poissonovo število μ.
Pri vsestranskem stiskanju in pri strižni obremenitvi igrata stisljivostni modul K in strižni modul G podobno vlogo, kot jo ima prožnostni modul pri raztezanju in stiskanju.
Prožnostni modul, Poissonovo število in strižni modul povezuje zveza:
{\displaystyle G={\frac {E}{2(1+\mu )}}={Em \over 2(m+1)}\!\,.}
Tukaj je μ = 1/m. Prožnostni modul pa se izraža s stisljivostjo χ ali s stisljivostnim modulom in Poissonovim številom z zvezo:
{\displaystyle E={3(1-2\mu ) \over \chi }=3(1-2\mu )K\!\,.}
Obratna vrednost prožnostnega modula je koeficient raztezanja α:
{\displaystyle \alpha ={\frac {1}{E}}\!\,.}

## Prožnostni moduli nekaterih snovi in materialov
| snov/ material             | prožnostni modul [N/mm²] |
| -------------------------- | ------------------------ |
| diamant                    | 1.172.150                |
| karbidne trdine            | ~580.000                 |
| aluminijev oksid (safir)   | ~413.700                 |
| vzmetno jeklo              | 212.000                  |
| jeklo                      | 210.000                  |
| jeklena litina             | 200.000                  |
| nodularna litina           | ~180.000                 |
| baker                      | 125.000                  |
| broni                      | ~117.215                 |
| siva litina                | ~100.000                 |
| medi                       | ~90.000                  |
| zlato                      | 81.000                   |
| kremenovo steklo           | 76.000                   |
| aluminij in Al-zlitine     | ~72.000                  |
| navadno steklo             | ~68.950                  |
| magnezij in Mg-zlitine     | ~39.000                  |
| beton                      | ~25.000                  |
| sveža kost                 | ~20.685                  |
| svinec                     | 17.000                   |
| poliamid (PA 6)            | ~11.200                  |
| les                        | ~10.000                  |
| vezan les                  | ~6895                    |
| neojačana plastika, najlon | ~1379                    |
| človeška mišica            | ~551,6                   |
| človeški hrustanec         | ~24,13                   |
| jajčna lupina              | ~7,58                    |
| kavčuk                     | ~6,9                     |